# RITEK
El nombre de Ritek Technology nace de la combinación de las palabras anglosajonas “Right” y “Technology”, formando un término que evoca el buen uso de la tecnología. Ritek comenzó su historia en Taiwán en 1988 produciendo primordialmente discos compactos grabables (CD-ROM) en varias presentaciones como CD-R, CD-RW, DVD-R, DVD-RW, DVD + R, DVD + RW, DVD-RAM, HD DVD, Blu-ray Disc y Blu-ray M-Disc entre otros, así como tarjetas de memoria CF, SD y MMC. Con el paso del tiempo, la compañía también se dedicó a producir memorias USB y otros artefactos electrónicos. En una segunda etapa, Ritek amplió el espectro de sus creaciones al añadir un considerable número de productos ecológicos como módulos solares y sistemas de construcción con base en energía solar. Asimismo, Ritek también produce baterías ecológicas que funcionan con energía solar y paneles táctiles PMOLED, así como conductors de vidrio ITO. Entre otros proyectos, Ritek también incluye en su lista una larga producción en el desarrollo de productos de nanotecnología y biotecnología disponibles en el Mercado. 

## Historia
Yeh Jin-Tai, fundador de Ritek Technology, comenzó en 1957 a producir discos de vinil consiguiendo grabar en 1958 el exitoso tema “Green Island Serenade” a cargo de la popular cantante taiwanesa Lagerstroemia. Debido a que en aquella época producir discos de vinilo era altamente contaminante y costoso, pues su producción implicaba largas jornadas y procesos a mano a más de 45 grados centígrados, Ye Jin-Tai invirtió en la investigación de productos y procesos menos más ecológicos consiguiendo traer de Japón nuevas técnicas y elementos que lograron disminuir la contaminación en Taiwán dentro del ramo de la producción de discos de vinil.
Durante dicha época, y a pesar de la carencia de equipos de grabación modernos, Yeh Jin-Tai asumió responsabilidad absoluta respecto a preservar la música china tradicional y fue así como creó en 1980 el Estudio de Grabación Platinum, mismo que llenó con 24 equipos de alta tecnología traídos desde Suiza, abriendo con ello la primera empresa de grabación en Taiwán contando con la asesoría de expertos japoneses, quienes comenzarían en 1985 a experimentar con la producción de discos compactos. Entusiasmado con la alta calidad y bajo riesgo contaminante de los discos compactos, Ye Jin-Tai puso sus ojos e inversiones en el desarrollo de dichos artículos.
Fue así como en 1988 nació Ritek Technology C. Limited, la que sería compañía líder en el ramo de la producción de discos compactos, logrando producir artículos hechos completamente en Taiwán en 1990, dejando de lado la dependencia de la tecnología japonesa y aprovechando la industria musical local que se encontraba en un momento de apogeo importante. Fue así como Yeh Jin-Tai contribuyó con el mercado y el progreso de la tecnología musical en Taiwán, transportando su compañía productora de discos de vinilo a la del mercado de discos compactos. La experiencia y el esfuerzo de Yeh Jin-Tai respaldan Ritek, una compañía que sobrevivió a la transición entre dos siglos sumando ahora más de 60 años de trayectoria. Ye Jin-Tai es considerado como un pionero en el mercado de producción musical de Taiwán. Con el paso de los años, Ritek Technology lideró los mercados internacionales de discos compactos musicales, DVDs y Blu-ray.

## Ubicaciones actuales
1. Hsinchu y Zhongli en Taiwán.
2. Yangzhou y Kunshan en China.
3. Ho Chi Minh en Vietnam.
4. Qingyuan en Corea.
5. Ridderkerk en Holanda.
6. Los Ángeles en Estados Unidos.

## Marcas registradas e independientes
RITEK、RIDATA、TRAXDATA、ARITA

## Línea de tiempo
1950
- Al finalizar sus estudios universitarios, Yeh Jin-Tai abrió una fábrica de productos de plástico enfocada en paquetes para porta cigarrillos y botellas. Para ello, adquirió una máquina de galvanoplastia desde Japón con la finalidad de reutilizar plástico en dichos artículos. Su primera compañía no dio los resultados esperados y fue por ello que comenzó a enfocarse más en la producción de discos de vinilo, proyecto que derivaría en el establecimiento del Estudio de Grabación Platinum.

1960
- Antes de producir disco musical alguno e incluso antes de convertirse oficialmente en el propietario del primer estudio de grabación masivo en Taiwán, Yeh Jin-Tai enfocaba su talento a la producción de discos de vinilo, pero al firmar contrato con la famosa intérprete Yeh Qiang para realizar un álbum de estudio, Yeh Jin-Tai comenzó a importar equipos de grabación japoneses de alta tecnología creando así el Estudio de Grabación Platinum.

1980
- Yeh Jin-Tai importa 24 equipos de grabación desde Suiza y personal japonés para asistir con el entrenamiento de la primera generación del estudio de grabación que se convertiría en el primero en su clase. Para entonces, Japón comenzó a experimentar con el uso de discos compactos y Yeh Jing-Tai, interesado en el tema, organizó en 1985 el Instituto de Investigación Tecnológica e Industrial para alcanzar a Japón en cuanto a la producción de dicho artículo. La compañía comenzó con paso lento pero firme a producir partes de discos compactos iniciando con la base plástica.

1988
- Yeh Jin-Tai establece oficialmente Ritek Technology Co. Limited.

1989
- Ritek obtiene la presea del premio Internacional de Inventos e Innovación de Ginebra.

1990
- En mayo de dicho año, y con la ayuda del Departamento de Investigación *Tecnológica del Instituto de Maquinaria y Sistemas, aciertan la producción del primer disco compacto hecho completamente en Taiwán.

1991
- Ritek se convierte en miembro de la Fundación Internacional de la Industria Fonográfica.

1994
- Ritek suma una productora de discos más en Australia.

1995
- Ritek se convierte en la primera fábrica de CD-ROM con certificación ISO9002.

1996
- Ritek abre sus puertas al Mercado internacional.
- Inicia y adapta el CMA CD avalando el trabajo de la organización de protección a los derechos de autor.
- Ritek suma una productora de discos más en Estados Unidos,

Producción del primer CD-RW hecho en Taiwán.
- Producción del primer DVD hecho en Taiwán.

1997
- Firma del acuerdo de adopción del mecanismo de verificación de derechos de autor MPA en Taiwán.
- Ritek suma una nueva fábrica en el Reino Unido.
- Producción del primer DVD-R en Taiwán.
- Ritek se convierte en la primera planta de producción de CD-ROM con certificación ISO9001 de Taiwán.

1998
- Producción del primer DVD-RAM hecho en Taiwán.

1999
- Primera fábrica de discos compactos en Taiwán con certificación ambiental ISO14001
- Establecimiento en conjunto con Philips de una fábrica de discos compactos en *Alemania.
- Mayor productor de medios pregrabados U-Tech de Taiwán.
- Inauguración de la Fundación Cultural y Educativa Ritek.

2000
- Establecimiento de la primera productora completamente automatizada de OLED en todo el mundo.
- Establecimiento del primer productor de OLED en Taiwán con “Rhenium Technology”
- Primera fábrica de CD-ROM en Taiwán con certificación de calidad QS9000

2001
- Establecimiento del la primera fábrica fotoeléctrica Rite ken Shanghái, China.
- Ritek obtiene el reconocimiento como el mayor productor mundial de cajas y empaques de discos compactos.

2002
- Debido a sus altos puntajes dentro de la filosofía de negocios en: conocimiento de innovación, competitividad a contratiempo y satisfacción del cliente, Ritek se convierte en el productor de discos compactos más importante a nivel internacional y único en su clase al poder fabricar al mismo tiempo -R / RW, DVD-R / RW, DVD + R / RW, DVD-RAM, además de MD (autorizado por Sony), MO y discos para Data Play.

2003
- Establecimiento de la planta de empaque e impresión de discos RME en Alemania.

2004
- Establecimiento del subsidiario Ritek Japan Inc.

2005
- Ritek obtiene la Certificación Internacional de Seguridad Social para Empleados OHSAS 18001.
- Ritek obtiene la Certificación Internacional ISO14001 (version 2004)
- Ritek obtiene la Certificación Internacional ISO9001 (version 2000)
- Los productos CD-R, DVD-R and DVD + R de Ritek son aprobados por la Agencia de Protección del Medio Ambiente.
- Ritek obtiene la Marca Verde (Green Mark) de certirficación de la Agencia de Protección del Medio Ambiente.
- Ritek obtiene la Certificación CMS de RICOH.

2006
- Ganadores del Premio a la Excelencia de Taiwán como Mejor Marca Taiwanesa.

2007
- Ritek suma una sucursal más bajo su nombre en el continente Africano; Ritek North Africa Inc.
- Ganadores del Premio a la Excelencia 2007 de Taiwán.
- Ritek recibe el premio al Mejor Diseño por la Organización de Promoción de *Diseño Industrial de Japón por sus cargadores portátiles.

2008
- Los cargadores portátiles de Ritek reciben el Premio al Mejor Diseño del Foro Internacional del Diseño “IF”.
- Ritek y Scheuten, el líder europeo en el ramo de productos activados con energía solarl, inician una alianza de trabajo estratégica.

2009
- Establecimiento de la planta de tecnología solar de película delgada CIGS “Sun Hai Technology Co. Limited”.

2010
- Ritek obtiene la Certificación Internacional ISO9001 (versión 2008)

2011
- Ritek y SolarEdge inician en conjunto el desarrollo de nuevas oportunidades relacionadas con energía solar.
- Ritek presenta en Alemania una nueva serie de módulos solares IM que aumentan la eficiencia de su uso en un 25%

2012
- Ritek obtiene el Premio 100 a las marcas de Taiwán consolidándose como el único productor de CD-ROM Taiwanés con dicho reconocimiento.
- Ritek gana el Gran Premio 3C PCDIY.

2013
- Ritek presenta en el Mercado “Mil años de memoria”, un respaldo permanente en M-DISC DVD y M-DISC BD.

2014
- Ritek se considera como una de las marcas de amplia trayectoria y alta calidad.
- Ritek gana el premio de las 100 Mejores Marcas en Vietnam.

2015
- Ritek gana el Premio por Mejor Calidad en Vietnam.
- Ritek comienza a producir artículos PMOLED.

2016
- Establecimiento de la fábrica Lago de Sueños luego de ser reconocido por la industria del servicio tras importar a Taiwán el Centro de Ancianos más reconocido en Japón.
- Ritek obtiene el Premio Dorado otorgado por los Productos Solares Fotovoltaicos de Alta Calidad de Taiwán.

## Fundación Cultural y Educativa Ritek
La Fundación Cultural y Educativa Ritek abrió sus puertas en 1999 gracias al apoyo de Yeh-JinTai. Esta fundación proporciona recursos importantes a personas que se encuentran desarrollando proyectos en diversos ámbitos.

## Inversión y proyectos
1. AimCore: Vidrio conductor de ITO
2. U-Tech: CD pregrabado.
3. U-Chain: almacenaje y logística.
4. RiTdisplay Corporation: PMOLED.
5. Tecnología de perforación: revestimiento de diamante
6. Ciencia y tecnología oceánica: paneles táctiles.
7. Ritek Hua ShiDe Tecnología: Nanotecnología
8. Ritek e investigación: Inyección de plástico a presión.
9. Energía Fotovoltaica: módulos solares.